# 王宗裕
王宗裕，唐朝末年軍事人物。
王宗裕是王建的族子，唐昭宗年間跟隨王建鎮守西川，任嘉州刺史。之後他和王宗侃在彭州圍攻楊晟，以立下戰功領任馬步使。天復元年（901年），他代替王宗滌出任東川留後，又改授漢州刺史，不久去世。
王宗裕個性謙謹，王建平定東川時，各將領都爭相立功，只有他站在枯樹下沒有自誇，號枯樹太保；到武成三年（910年）追封通王。